# James Gadson
James Edward Gadson, né le 17 juin 1939 à Kansas City, Missouri, est un batteur et musicien de studio américain. Débutant sa carrière à la fin des années 1960, James Gadson est depuis devenu l'un des batteurs les plus enregistrés de l'histoire du R&B. Il est également chanteur et auteur-compositeur.

## Biographie
Né à Kansas City, Missouri, James Gadson joue avec la première mouture du Watts 103rd Street Rhythm Band de Charles Wright et enregistre trois albums avec eux entre 1968 et 1970. Parmi les succès enregistrés par Gadson, le titre Express Yourself, dans lequel il impose déjà ses grooves en croches à une main (16th-note grooves) sur la cymbale charleston. Avec d'autres membres du groupe de Wright, il apparaît sur de nombreux disques à succès, notamment avec Dyke & the Blazers.
James Gadson commence à se faire connaître en tant que batteur après la sortie de l'album Still Bill de Bill Withers, publié par Sussex Records en 1972. Il joue sur l'album The Temptations 1990, sorti sur le label Motown en 1973.
En 1975, il joue avec Freddie King sur Larger Than Life et enregistre avec Martha Reeves, Randy Crawford, Quincy Jones, Herbie Hancock, BB King, Albert King, Rose Royce, Elkie Brooks et bien d'autres artistes,. En 1975, il présente l'album classique double platine City Of Angels de Billy Griffin & The Miracles, chez Motown.
James Gadson est également le batteur de I Want You de Marvin Gaye en 1976 et du single à succès Love Hangover de Diana Ross en 1976 et apparaît sur deux titres, At The Mercy et Riding To Vanity Fair, sur l'album de Paul McCartney en 2005, Chaos and Creation in the Backyard.
Il fait une brève apparition dans le film Funny People d'Adam Sandler 2009 en tant que membre du groupe de jam que le personnage de Sandler engage pour jouer avec lui.
En avril 2009, James Gadson rejoint Alex Dixon, petit-fils de Willie Dixon, sur son album de 2009 intitulé Rising From The Bushes, dans lequel joue sur deux titres, Fantasy et la célèbre chanson de Willie Dixon Spoonful.
En juin 2009, James Gadson rejoint Beck, Wilco, Feist et Jamie Lidell pour reprendre le titre Oar  de Skip Spence dans le cadre de la série Beck's Record Club, avec des vidéos apparaissant sur le site Web de Beck à partir de novembre 2009. Il joue de la batterie sur les albums de Beck Sea Change, The Information et Morning Phase, ainsi que sur l'album Compass de Jamie Lidell en 2010. James Gadson joue de la batterie ainsi que du hambone (en frappant ses jambes), sur la chanson de D'Angelo Sugah Daddy, sur l'album Black Messiah (2014). Il apparaît en 2016 dans la vidéo de Mama Can't Help You No More de Doyle Bramhall II.
En 2019, James Gadson, qui réside à Los Angeles, est aperçu dans l'émission 24 Hours to Hell and Back de Gordon Ramsay alors que le restaurant de sa nièce paternelle et de son neveu, Bayou on the Vine, venait d'être rebaptisé « Gadson's Restaurant & Jazz Club ». Ce nom lui rendait hommage ainsi qu'à son frère, le guitariste Thomas Maurice « Tutty » Gadson (décédé en 2014).
James Gadson a collaboré récemment avec les collectifs de musiciens Scary Pockets (2019), mais aussi avec le groupe Vulfpeck en 2017 sur le titre Running Away,.

## Discographie

### Singles
- Express Yourself (Charles Wright & the Watts 103rd Street Band) - (1970)
- Lean On Me (Bill Withers) - (1972)
- Use Me (Bill Withers) - (1972)
- Got To Find My Baby / Let The Feeling Belong - Cream Records 1014 - (1972)
- Good Vibrations / Just To Love You Girl - Cream Records 1019 - (1972)
- Dancing Machine (Jackson 5) - (1974)
- I Want You (Marvin Gaye) - (1976)
- Love Hangover (Diana Ross) - (1976)
- Go By What's In Your Heart / Go By What's In Your Heart - United Artists UA-XW815-Y  - (1976)
- Got To Be Real (Cheryl Lynn) - (1978)

James Gadson & Lou Washington
- Gadson & Washington - Ain't No Way To Live / Indian Village - B And W Records – BW-011, B And W Records – BW-012 (12" 33rpm single)

### En tant que sideman
Avec Mindi Abair
- In Hi-Fi Stereo (Heads Up, 2010)
- Wild Heart (Heads Up, 2014)

Avec Arthur Adams
- Back on Track (Blind Pig, 1999)
- Soul of the Blues (PM Records, 2004)
- Stomp the Floor (Delta Groove, 2009)
- Here to Make You Feel Good (Cleopatra, 2019)

Avec les Alessi Brothers
- Driftin' (A&M Records, 1979)

Avec Herb Alpert
- Herb Alpert / Hugh Masekela (Horizon, 1978)

- The Heart Speaks in Whispers (Virgin Records, 2016)

Avec Philip Bailey
- Suite (Columbia Records, 1983)

Avec Anita Baker
- The Songstress (Elektra Records, 1983)

Avec Jimmy Barnes
- Soul Deeper... Songs From the Deep South (Mushroom Records, 2000)
- The Rhythm and the Blues (Liberation Records, 2009)

Avec Beck
- Sea Change (Geffen, 2002)
- The Information (Idenscope Records, 2006)
- Morning Phase (Capitol Records, 2014)

Avec Booker T. & the M.G.'s
- That's The Way It Should Be (Columbia, 1994)

Avec Doyle Bramhall II
- Rich Man (Concord Records, 2016)

Avec Dianne Brooks
- Back Stairs in My Life (Reprise Records, 1976)

Avec Elkie Brooks
- Live and Learn (A&M Records, 1979)

Avec Peabo Bryson et Natalie Cole
- We're the Best of Friends (Capitol Records, 1979)

Avec Salomon Burke
- Make Do with What You Got (Shout! Factory, 2005)

Avec Jerry Butler
- Power Of Love (Mercury Records, 1973)

- Fire on Ice (Elektra, 1979)

Avec GC Cameron
- You're What's Missing in My Life (Motown, 1977)

Avec David Castle
- Castle in the Sky (Casablanca, 1977)
- Love You Forever (Casablanca, 1979)

Avec Kelly Clarkson
- Wrapped in Red (RCA Records, 2013)

Avec Jimmy Cliff
- Follow My Mind (Reprise, 1975)

Avec Joe Cocker
- Hymn for My Soul (EMI, 2007)

Avec Adam Cohen
- Adam Cohen (Columbia Records, 1998)

Avec Léonard Cohen
- The Future (Columbia Records, 1992)

Avec Natalie Cole
- Thankful (Capitol Records, 1977)
- Don't Look Back (Capitol Records, 1980)

Avec Nikka Costa
- Pebble to a Pearl (Stax Records, 2008)

Avec Randy Crawford
- Everything Must Change (Warner Bros. Records, 1976)
- Raw Silk (Warner Bros. Records, 1979)
- Nightline (Warner Bros. Records, 1983)

Avec Jamie Cullum
- Catching Tales (Verve, 2005)

Avec D'Angelo
- Black Messiah (RCA Records, 2014)

Avec Lana Del Rey
- Paradise (Polydor Records, 2012)

Avec Jackie DeShannon
- You're the Only Dancer (Amherst Records, 1977)

Avec Marcella Detroit
- The Vehicle (Right, 2013)

Avec The 5th Dimension
- High on Sunshine (Motown, 1978)

Avec Donovan
- Lady of the Stars (RCA Records, 1984)

Avec Yvonne Elliman
- Love Me (RSO Records, 1977)
- Night Flight (RSO Records, 1978)

Avec The Emotions
- Rejoice (Columbia, 1977)

Avec Donald Fagen
- The Nightfly (Warner Bros. Records, 1982)

Avec Yvonne Fair
- The Bitch Is Black (Motown, 1975)

Avec José Feliciano
- José Feliciano (Motown, 1981)

Avec Aretha Franklin
- Sweet Passion (Atlantic Records, 1977)
- Aretha (Arista Records, 1986)

Avec Toko Furuuchi
- Hourglass (Sony Records, 1996)

Avec Charlotte Gainsbourg
- IRM (Beck, 2009)

Avec Terry Garthwaite
- Terry (Arista, 1975)

Avec Terry Garthwaite et Toni Brown
- The Joy (Fantasy, 1977)

Avec Marvin Gaye
- I Want You (Motown, 1976)
- Midnight Love (Columbia Records, 1982)

Avec Gloria Gaynor
- Love Tracks (Polydor Records, 1978)
- I Have a Right (Polydor Records, 1979)
- Stories (Polydor Records, 1980)

Avec Benny Golson
- Killer Joe (Columbia, 1977)

Avec Herbie Hancock
- Man-Child (Columbia, 1975)

Avec John Handy
- Hard Work (ABC, 1976)
- Carnival (ABC, 1977)

Avec Thelma Houston et Jerry Butler
- Thelma & Jerry (Motown, 1977)

Avec Thelma Houston
- Ready to Roll (Motown, 1978)
- Breakwater Cat (RCA Records, 1980)

Avec Jermaine Jackson
- Let Me Tickle Your Fancy (Motown, 1982)

Avec La Toya Jackson
- La Toya Jackson (Polydor, 1980)

Avec Norah Jones
- The Fall (Blue Note, 2009)

Avec Rickie Lee Jones
- The Evening of My Best Day (V2 Records, 2003)

Avec Al Johnson
- Back for More (Columbia, 1980)

Avec Margie Joseph
- Hear the Words, Feel the Feeling (Cotillion, 1976)
- Feeling My Way (Atlantic, 1978)

Avec The Keane Brothers
- Taking Off (ABC Records, 1979)

Avec Eddie Kendricks
- Boogie Down! (Tamla, 1974)
- The Hit Man (Tamla, 1975)

Avec Albert King
- Truckload of Lovin' (Tomato Records, 1976)

Avec Ben E. King
- Let Me Live in Your Life (Atlantic Records, 1978)

Avec B.B. King
- Midnight Believer (ABC Records, 1978)
- Take It Home (MCA Records, 1979)

Avec Elle King
- Love Stuff (RCA Records, 2015)

Avec Freddie King
- Larger Than Life (RSO Records, 1976)

Avec Charles Kynard
- Charles Kynard (Mainstream, 1971)

Avec Patti LaBelle
- Patti LaBelle (Epic Records, 1977)
- Tasty (Epic Records, 1978)
- Winner in You (MCA Records, 1986)

Avec Amos Lee
- Amos Lee (Blue Note Records, 2005)
- Last Days at the Lodge (Blue Note Records, 2008)
- Mission Bell (Blue Note Records, 2011)

Avec Jamie Lidell
- Compass (Warp Records, 2010)

Avec Jon Lucien
- Romantico (Zamajo, 1980)

Avec Cheryl Lynn
- Cheryl Lynn (Columbia Records, 1978)
- In Love (Columbia Records, 1979)
- In the Night (Columbia Records, 1981)

Avec Florence and the Machine
- High as Hope (Virgin, 2018)

Avec Melissa Manchester
- Don't Cry Out Loud (Arista Records, 1978)

Avec Teena Marie
- Starchild (Epic Records, 1984)

Avec Ziggy Marley
- Fly Rasta (Tuff Gong Worldwide, 2014)

Avec Paul McCartney
- Chaos and Creation in the Backyard (Parlophone, 2005)

Avec Gwen McCrae
- On My Way (Atlantic, 1982)

Avec Lonette McKee
- Lonette (Sussex, 1974)
- Words and Music (Warner Bros., 1978)

Avec Shannon McNally
- Jukebox Sparrows (Capitol Records, 2002)

Avec Bette Midler
- Bette (Warner Bros. Records, 2000)

Avec Blue Mitchell
- Stratosonic Nuances (RCA, 1975)
- African Violet (Impulse!, 1977)
- Summer Soft (Impulse!, 1978)

Avec Barbara Morrison
- Love'n You (P.C.H., 1990)

Avec Ian Moss
- Soul on West 53rd (Liberation, 2009)

Avec Aaron Neville
- Bring It On Home... The Soul Classics (Sony Music, 2006)

Avec Paolo Nutini
- Caustic Love (Atlantic, 2014)

Avec David Oliver
- Mind Magic (Mercury, 1978)
- Rain Fire (Mercury, 1979)
- Here's To You (Mercury, 1980)

Avec Freda Payne
- Hot (Capitol, 1979)

Avec Sweet Pea Atkinson
- Get What You Deserve (Blue Note, 2017)

Avec Teddy Pendergrass
- Workin' It Back (Asylum Records, 1985)

Avec Billy Preston
- Late at Night (Motown, 1979)
- The Way I Am (Motown, 1981)
- Pressin' On (Motown, 1982)

Avec Margo Price
- That's How Rumors Get Started (Loma Vista, 2020)

Avec Helen Reddy
- Reddy (Capitol Records, 1979)

Avec Martha Reeves
- Martha Reeves (MCA Records, 1974)
- We Meet Again (Fantasy Records, 1978)

Avec Terry Reid
- Seed of Memory (ABC, 1976)

Avec LeAnn Rimes
- Today Is Christmas (Kobalt Label Service, 2015)

Avec Minnie Riperton
- Stay in Love (Epic Records, 1977)

Avec Smokey Robinson
- Love Breeze (Tamla, 1978)
- Where There's Smoke... (Tamla, 1979)
- Warm Thoughts (Motown, 1980)
- Being with You (Motown, 1981)
- Touch the Sky (Motown, 1983)
- Love, Smokey (Motown, 1990)

Avec Rockie Robbins
- Rockie Robbins (A&M, 1979)
- You and Me (A&M, 1980)

Avec Nate Ruess
- Grand Romantic (Fueled, 2015)

Avec David Ruffin
- Me 'N Rock 'N Roll Are Here To Stay (Motown, 1974)

Avec Patrice Rushen
- Shout It Out (Prestige, 1977)
- Patrice (Elektra, 1978)
- Pizzazz (Elektra, 1979)
- Posh (Elektra, 1980)
- Straight from the Heart (Elektra, 1982)

Avec Lara Saint Paul
- Saffo Music (Lasapa, 1977)

Avec Evie Sands
- Suspended Animation (RCA Victor, 1979)

Avec Boz Scaggs
- Slow Dancer (Columbia Records, 1974)

Avec Lalo Schifrin
- Rollercoaster (MCA, 1977)

Avec Nancy Shanks
- Nancy Shanx (United Artists, 1977)

Avec Marlena Shaw
- Sweet Beginnings (Columbia Records, 1977)

Avec Michelle Shocked
- Mexican Standoff (Mighty Sound, 2005)

Avec Simply Red
- Home (Simplyred.com, 2003)

Avec Lynwood Slim
- Last Call (Delta Groove, 2006)

Avec Josh Smith
- I'm Gonna Be Ready (Crosscut, 2011)

Avec Phoebe Snow
- It Looks Like Snow (Columbia Records, 1976)

Avec Barbra Streisand
- Wet (Columbia Records, 1979)

Avec Harry Styles
- Fine Line (Columbia Records, 2019)

Avec Tavares
- Check It Out (Capitol, 1974)
- Sky High! (Capitol, 1976)

Avec Justin Timberlake
- FutureSex/LoveSounds (Jive Records, 2006)

Avec Keith Urban
- Ripcord (Capitol, 2016)

Avec Frankie Valli
- Heaven Above Me (MCA Records, 1980)

Avec Thijs Van Leer
- O My Love (Phillips Records, 1975)

Avec Kenny Vance
- Short Vacation (Gold Castle, 1988)

Avec Vulfpeck
- Mr Finish Line (Vulf, 2017)
- Running Away (Vulf, 2017)

Avec Leon Ware
- Musical Massage (Gordy, 1976)
- Leon Ware (Elektra, 1982)

Avec Was (Not Was)
- Boo! (Rykodisc, 2008)

Avec Mary Wilson
- Mary Wilson (Motown, 1979)

Avec Bill Withers
- Still Bill (Sussex, 1972)
- +'Justments (Sussex, 1974)

Avec Charles Wright & the Watts 103rd Street Rhythm Band
- Express Yourself (Warner Bros., 1970)
- You're So Beautiful (Warner Bros., 1971)

Avec Syreeta Wright
- Rich Love, Poor Love (Motown, 1977)
- One to One (Motown, 1977)
- Set My Love in Motion (Motown, 1981)

Avec Michael Wycoff
- Love Conquers All (RCA Records, 1982)
- On the Line (RCA Records, 1983)

Avec Richard "Popcorn" Wylie
- Extrasensory Percepition (ABC, 1974)